# Южаки (Костромская область)
Южаки — упразднённая деревня в Октябрьском районе Костромской области России.

## География
Урочище находится в северо-восточной части Костромской области, в пределах южного склона холмистой возвышенности Северные Увалы, в подзоне южной тайги, на правом берегу реки Дикой, на расстоянии приблизительно 20 километров (по прямой) к юго-востоку от села Боговарова, административного центра района. Абсолютная высота — 164 метра над уровнем моря.

### Климат
Климат характеризуется как умеренно континентальный, с продолжительной холодной зимой и относительно жарким летом. Среднегодовая температура воздуха — 1,8 °C. Средняя температура воздуха самого холодного месяца (января) — −11,8 °C (абсолютный минимум — −39 °C); самого тёплого месяца (июля) — 17,4 °C (абсолютный максимум — 36 °С). Годовое количество атмосферных осадков — 624 мм, из которых 462 мм выпадает в период с апреля по октябрь. Снежный покров устанавливается в середине ноября и держится в течение 167—175 дней.

## История
В «Списке населенных мест Вологодской губернии по сведениям 1859 года» населённый пункт упомянут как казённая деревня Южаково Никольского уезда (1-го стана), при колодцах, расположенная в 169 верстах от уездного города Никольска. В деревне имелось 18 дворов и проживало 157 человек (94 мужчины и 63 женщины).
В 1926 году население деревни составляло 409 человек (200 мужчин и 209 женщин). Насчитывалось 76 хозяйств, из которых 75 были крестьянскими. В административном отношении деревня являлась центром Южановского сельсовета Черновской волости Котельничского уезда. По данным 1950 года в Большом Южакове имелось 62 хозяйства и проживало 212 человек.
На момент упразднения входила в состав Луптюгского сельсовета. Исключена из учётных данных в июне 1997 году как фактически несуществующая.